# Grand Prix de Ouest-France 1992
Il Grand Prix de Ouest-France 1992, cinquantaseiesima edizione della corsa, si svolse il 27 agosto 1992 su un percorso totale di 209 km. Fu vinta dal francese Ronan Pensec che terminò la gara in 5h10'47.

## Ordine d'arrivo (Top 10)
| Pos. | Corridore               | Squadra  | Tempo    |
| ---- | ----------------------- | -------- | -------- |
| 1    | Ronan Pensec            | RMO      | 5h10'47" |
| 2    | Serge Baguet            | Lotto    | a 2"     |
| 3    | Thierry Claveyrolat     | Z        | s.t.     |
| 4    | Jean-Claude Colotti     | Z        | s.t.     |
| 5    | Frans Maassen           | Buckler  | s.t.     |
| 6    | Udo Bölts               | Telekom  | a 6"     |
| 7    | Laurent Dufaux          | Helvetia | s.t.     |
| 8    | Marc Madiot             | Telekom  | a 14"    |
| 9    | Éric Caritoux           | RMO      | s.t.     |
| 10   | Gilbert Duclos-Lassalle | Z        | s.t.     |